# Haringvliet (brazo de mar)
El Haringvliet es un anciano brazo de mar del mar del Norte, localizado en la costa neerlandesa de la provincia de Holanda Meridional, un importante estuario del  delta del Rin-Mosa-Escalda. Está limitado por las islas de Voorne-Putten y Hoeksche Waard, al norte, y la de Goeree-Overflakkee al sur. 
Cerca de Numansdorp, el ramal del Hollands Diep —el nombre dado en este entorno al río Mosa— se divide en el ramal del Haringvliet y en los estuarios  Volkerak. El estuario está represado cerca de Goedereede por la presa de Haringvliet (Haringvlietdam), que lo separa del mar de Norte y que permite una conexión rodada entre las islas de Voorne (N) y Goeree-Overflakkee (S). La presa con sus esclusas fue construida como parte de los trabajos del Plan Delta como  barrera de protección frente al mar.
La isla de Tiengemeten está en la parte sur del estuario, separada de la isla de Hoeksche Waard por el estrecho de Vuile Gat. 

## Historia
Antes de 1200,  Voorne y Flakkee formaban una sola isla. El Haringvliet se formó inicialmente como resultado de la extensa inundación de 1216, que franqueó las dunas de Voorne y creó un profundo entrante de agua salada. Hacia 1250 el Striene, un antiguo brazo del río Escalda, fue absorbido por el delta. Después de que las tormentas de mareas hubieran cambiado la costa, el Haringvliet se reconfiguró ocupando en parte el emplazamiento del Striene y aguas arriba el Hollands Diep. El Haringvliet fue llamado el Flakkee hasta el siglo XIX.
Durante una segunda inundación, las inundaciones de Santa Isabel (1421), esta entrada logró conectar con el Merwede y se convirtió en un importante estuario de los ríos Rin y Mosa.
Logró tener gran riqueza ecológica, y sus aguas salobres, alimentadas por ambos ríos y por el mar, permitieron que en el estuario viviera una saludable población de focas. También proporcionó un punto de acceso para la migración de peces como el salmón y el esturión.

## Cierre

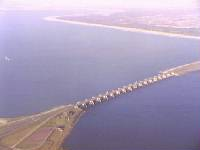
Las esclusas del Haringvliet

Como resultado de la inundación del Mar del Norte de 1953, como parte del Plan Delta se decidió cerrar el Haringvliet mediante la presa Haringvlietdam. Se finalizó en 1970, habilitando la esclusa Goereese que permitía la navegación de grandes contenedores. El Haringvliet perdió sus características estuarinas y se convirtió en un lago de agua dulce. Debido a eso, las focas se fueron y los peces que migran sólo pueden entrar en el delta del Rin-Mosa-Escalda a través del concurrido y pesadamente industrializado ramal del Nieuwe Waterweg.
En otros momentos el río Spui que desagua entre Hoeksche Waard y Voorne Putten era un afluente. Ahora las aguas del Harinvliet se dividen en el Spui y en la Haringvlietdam según un cálculo basado en el caudal para que las aguas del puerto de Róterdam no sean salinizadas.
El puente de Haringvliet conecta Hoeksche Waard y el Hellegatsplein.

### Consecuencias
El cierre del Haringvliet ha entrañado, además de la desaparición del agua salada a favor del agua salobre, la pérdida de la influencia de las corrientes y las mareas. Esto ha tenido una enorme influencia en la naturaleza. El  Biesbosch ya no queda regularmente bajo el agua, y las cañas y los juncos proliferan. Peces como el sábalo, el sábalo finta y el esturión común desaparecieron casi por completo de las aguas holandesas.
La extensión de la contaminación orgánica procedente de la ganadería intensiva del Brabante Septentrional ha causado una contaminación bacteriana de la que muchas aves son las víctimas.

### Posibilidad de retorno de las mareas
En 1997, los estudios demostraron que dejar las esclusas del Haringvliet cerradas tal vez no fuese la mejor solución ambiental. Para restaurar la naturaleza original del delta fluvial conviene, como para el Escalda oriental, no cerrarlo más que en casos de aguas altas.
En 2003, el gobierno decidió abrir temporalmente las esclusas y así debía aparecer una zona de transición entre el agua dulce y la salada.
Esta entre-abertura ha tenido otras consecuencias. Los grupos de interés quieren que el estado compense las adaptaciones de la infraestructura de agua dulce de Zelanda y el retorno posible de la marea. En 2004 se decidió que la entre-apertura se ampliaría a partir del 1 de enero de 2008, en función de estudios suplementarios.
Con la apertura parcial se espera una recuperación parcial del ecosistema de la laguna, la disminución de la sedimentación del Haringvliet y una mejora de la calidad del agua.